# Frank Mancuso mladší
Frank G. Mancuso mladší (* 9. října, 1958, Buffalo, New York, USA) je americký filmový producent.
Narodil se ve městě Buffalo v New Yorku bývalému předsedovi společnosti Paramount Pictures. Frank spolupracoval na výrobě všech dílů americké hororové série Pátek třináctého (od 2. epizody po 8.), nebo také Friday the 13th: The Series. Podílel se také na výrobě filmů Vnitřní záležitosti, sérii Mutant, film Gangster, Stigmata či Ronin.